# Сассекс (округ, Делавер)
Шаблон:StateAbbr_ 38°41′ пн. ш. 75°20′ зх. д. / 38.68° пн. ш. 75.34° зх. д.
 Сассекс (англ. Sussex County) — округ (графство) у штаті  Делавер. Ідентифікатор округу 10005.

## Історія
Округ утворений 1683 року.

## Демографія
За даними перепису 
2000 року 
загальне населення округу становило 156638 осіб, зокрема міського населення було 73635, а сільського — 83003.
Серед них чоловіків — 76528, а жінок — 80110. В окрузі було 62577 домогосподарств, 43869 родин, які мешкали в 93070 будинках.
Середній розмір родини становив 2,88.
Віковий розподіл населення поданий у таблиці:
| Стать    | До 15 років | 15-21 | 22-29 | 30-39 | 40-49 | 50-65 | 65-85 | Понад 85 |
| -------- | ----------- | ----- | ----- | ----- | ----- | ----- | ----- | -------- |
| Чоловіки | 14901       | 6580  | 6425  | 10506 | 11212 | 13971 | 12175 | 758      |
| Жінки    | 14318       | 5989  | 6289  | 10701 | 11405 | 15319 | 14278 | 1811     |

## Суміжні округи
- Кент – північ
- Кейп-Мей, Нью-Джерсі – північний схід
- Вустер, Меріленд – південь
- Дорчестер, Меріленд – південний захід
- Вікоміко, Меріленд – південний захід
- Керолайн, Меріленд – північний захід

## Виноски
1. ↑  U.S. Decennial Census. United States Census Bureau. Архів оригіналу за 12 травня 2015. Процитовано 12 червня 2014.
2. ↑  Historical Census Browser. University of Virginia Library. Архів оригіналу за 11 серпня 2012. Процитовано 12 червня 2014.
3. ↑  Population of Counties by Decennial Census: 1900 to 1990. United States Census Bureau. Процитовано 12 червня 2014.
4. ↑  Census 2000 PHC-T-4. Ranking Tables for Counties: 1990 and 2000 (PDF). United States Census Bureau. Процитовано 12 червня 2014.
5. ↑  State & County QuickFacts. United States Census Bureau. Архів оригіналу за 17 липня 2011. Процитовано 12 червня 2014. [Архівовано 2011-07-17 у Wayback Machine.](англ.) Наведено за англійською вікіпедією.
6. ↑  American FactFinder. Бюро перепису населення США. Архів оригіналу за 26 лютого 2012. Процитовано 31 січня 2008. [Архівовано 2008-05-21 у Wayback Machine.]

| США | Це незавершена стаття з географії США. Ви можете допомогти проєкту, виправивши або дописавши її. |